# Fletcher (lớp tàu khu trục)
Lớp tàu khu trục Fletcher là một lớp tàu khu trục được Hải quân Hoa Kỳ chế tạo trong Chiến tranh Thế giới thứ hai. Lớp tàu được thiết kế vào năm 1939 do những điểm không hài lòng trên những kiểu soái hạm khu trục thuộc các lớp Porter và Somers dẫn trước. Một số chiếc trong lớp đã tiếp tục phục vụ trong Chiến tranh Triều Tiên và Chiến tranh Việt Nam.
Hải quân Hoa Kỳ đã nhập biên chế 175 tàu khu trục lớp Fletcher từ năm 1942 đến năm 1944, nhiều hơn bất kỳ lớp tàu khu trục nào khác, và thiết kế của lớp này nói chung được xem là thành công. Chúng có tốc độ thiết kế 38 hải lý trên giờ (70 km/h; 44 mph) và một dàn hỏa lực năm pháo 5 in (130 mm)/38 caliber trên các bệ nòng đơn cùng mười ống phóng ngư lôi 21 in (530 mm) trên hai bệ năm nòng trên trục giữa tàu. Các lớp tàu khu trục Allen M. Sumner và Gearing tiếp theo sau là những cải biến từ lớp Fletcher.
Những chiếc Fletcher với tầm hoạt động xa đã tham gia mọi vai trò được đòi hỏi nơi một tàu khu trục: Chiến tranh phòng không và Chiến tranh chống tàu ngầm cũng như các hoạt động mặt biển; chúng có khả năng bao phủ các khoảng cách lớn trong các hoạt động hạm đội tại Thái Bình Dương. Trong thực tế, chúng hầu như phục vụ thuần túy tại Mặt trận Thái Bình Dương trong Chiến tranh Thế giới thứ hai, ghi chiến công đánh chìm 29 tàu ngầm Hải quân Đế quốc Nhật Bản. Trong một nỗ lực vượt bậc của ngành đóng tàu, lớp Fletcher được chế tạo tại các xưởng đóng tàu khắp Hoa Kỳ; và sau khi xung đột kết thúc, 11 chiếc đã được bán cho những nước là đối thủ trước đây trong chiến tranh: Tây Đức, Ý và Nhật Bản, cũng như cho hải quân nhiều nước khác, tiếp tục phục vụ nổi bật trong nhiều năm tiếp theo.
Ba chiếc trong lớp đã được bảo tồn như tàu bảo tàng tại Hoa Kỳ, cùng một chiếc khác tại Hy Lạp.

## Mô tả
Lớp Fletcher, tên được gọi theo chiếc Fletcher vốn được đặt theo tên Đô đốc Frank Friday Fletcher (1855-1928), là lớp tàu khu trục lớn nhất từng được đặt hàng, và là một trong những lớp thành công và phổ biến nhất trong số tàu khu trục.  So những lớp được chế tạo cho Hải quân trước đó, chúng mang theo dàn vũ khí phòng không được tăng cường đáng kể cùng những vũ khí khác, làm gia tăng trọng lượng choán nước. Cấu trúc kiểu sàn phẳng giúp tăng cường sức mạnh cấu trúc, cho dù nó khiến trở nên chật chội hơn do có ít chỗ bên dưới sàn tàu so với kiểu sàn tàu trước được nâng cao.

## Thiết kế
Lớp Fletcher là thế hệ tàu khu trục đầu tiên được thiết kế sau khi những giới hạn về kích cỡ tàu chiến của một loạt các hiệp ước hải quân trước đây mất hiệu lực. Sự phát triển về thiết kế một phần là giải pháp cho câu hỏi lớn luôn ám ảnh thiết kế của Hải quân Hoa Kỳ: tầm xa hoạt động cần thiết cho các chiến dịch tại Thái Bình Dương. Chúng phải mang theo không ít hơn năm khẩu pháo 5 in (127 mm) và mười ống phóng ngư lôi trên trục giữa ở sàn tàu, cho phép chúng đáp trả mọi thiết kế nước ngoài ở điều kiện ngang bằng. So sánh với những thiết kế trước đây, lớp Fletcher lớn hơn, cho phép chấp nhận việc bổ sung sau này hai khẩu đội Bofors 40 mm phòng không bốn nòng cũng như sáu khẩu đội Oerlikon 20 mm nòng đôi. Việc bổ sung cho dàn hỏa lực phòng không này đòi hỏi việc loại bỏ dàn ống phóng ngư lôi năm nòng phía trước, một thay đổi được thực hiện trong chương trình đối phó với máy bay kamikaze vào ngày 4 tháng 4 năm 1945.

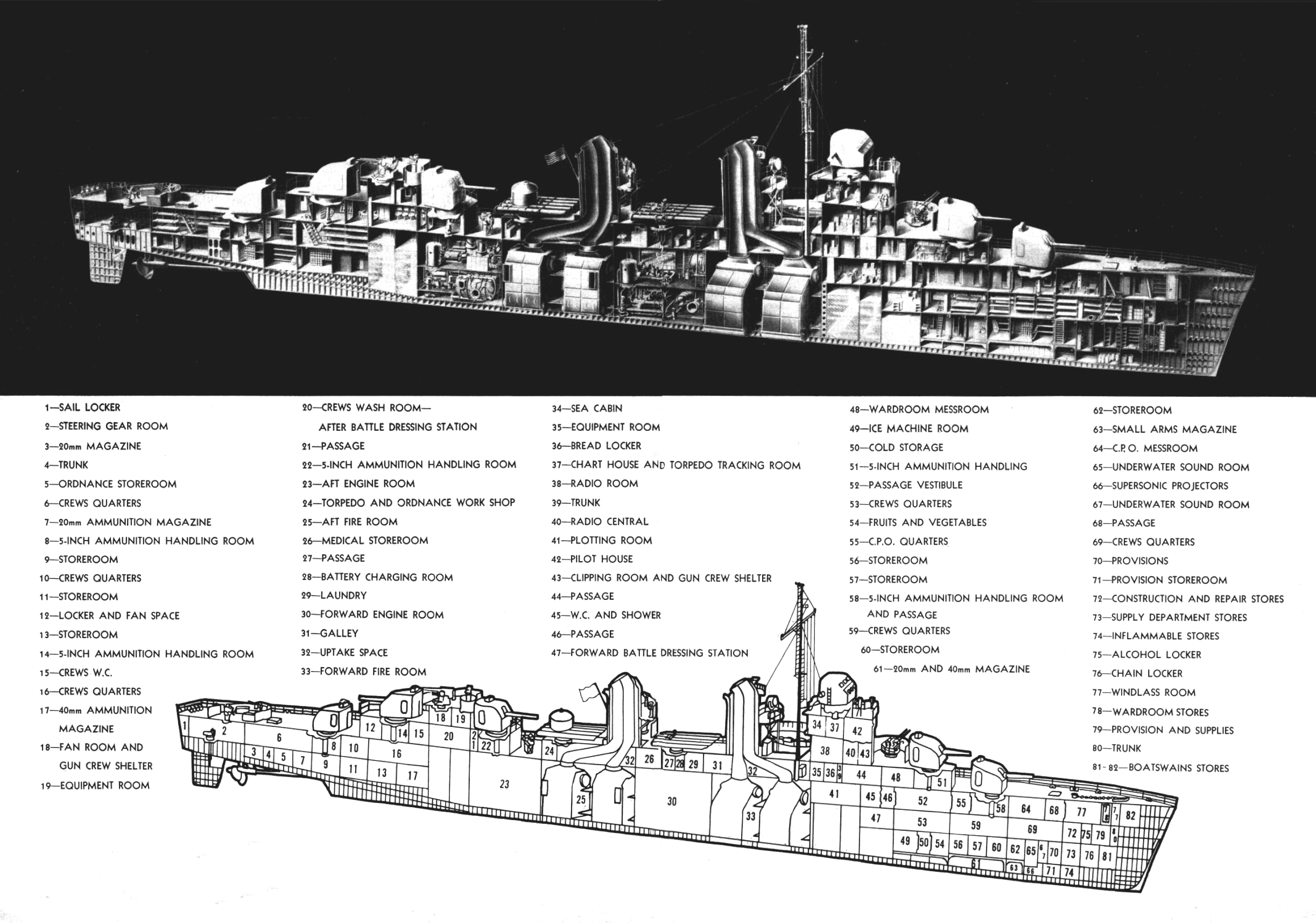
Bản vẽ kỹ thuật lớp tàu khu trục Fletcher

Chúng cũng ít nặng đầu hơn so với những lớp trước, cho phép chất thêm thiết bị và vũ khí bổ sung mà không cần những thay đổi thiết kế lớn. Chúng bắt kịp nhịp độ sản xuất của Hoa Kỳ một cách kịp thời, trở thành một thiết kế tàu khu trục "tiêu chuẩn" khi chỉ có những cải biến nhẹ dựa trên lớp Fletcher: lớp Allen M. Sumner và lớp Gearing được tiếp nối trong chiến tranh. Những phản hồi đầu tiên về thiết kế vào mùa Thu năm 1939 từ những bản câu hỏi được gửi đến các văn phòng thiết kế và Phòng Tác chiến Hải quân. Các tham số thiết kế là vũ khí mong muốn trên lớp tàu khu trục tiếp theo; do đó bảng câu hỏi bao gồm bao nhiêu pháo, ngư lôi và mìn sâu được xem là thỏa đáng. Một câu hỏi khác là trọng lượng thiết kế lên đến mức nào để trở thành một mục tiêu cho ngư lôi thay vì một hệ thống phóng ngư lôi ?  Câu trả lời là vũ khí bao gồm năm pháo 5 in (127 mm) lưỡng dụng, mười hai ngư lôi và 28 mìn sâu là lý tưởng, trong khi một thiết kế 1500 tấn trong quá khứ được cho là không phù hợp. Nhu cầu về tốc độ tối đa thay đổi trong khoảng 35–38 kn (65–70 km/h), và những khiếm khuyết của lớp Sims trước đây vốn nặng đầu và có những đồ dằn bằng chì để hiệu chỉnh, khiến cho thiết kế của Fletcher phải mở rộng mạn thuyền thêm 18 in (0,46 m). Giống như mọi thiết kế tàu khu trục sàn phẳng trước đây của Hoa Kỳ, khả năng đi biển bị ảnh hưởng. Điều này được giảm nhẹ do chúng được bố trí hoạt động tại Thái Bình Dương, nơi biển tương đối lặng.
Để đạt được tốc độ 38 kn (70 km/h) với sự gia tăng thêm 500 tấn trọng lượng choán nước, công suất trục của hệ thống động lực gia tăng từ 
50.000 shp (37.000 kW) lên 60.000 shp (45.000 kW) so với các lớp Benson và Gleaves dẫn trước. Lớp trang bị nồi hơi bao bọc bởi không khí, tạo ra áp suất hoạt động 600 psi ở nhiệt độ 850 °F, cùng một máy phát điện diesel khẩn cấp tạo ra 80 kW điện năng. Thường nồi hơi Babcock & Wilcox và turbine hơi nước hộp số General Electric được trang bị, cho dù các thiết kế và nhà sản xuất khác cũng được sử dụng để tối ưu tốc độ sản xuất.

## Vũ khí
Dàn vũ khí chính của lớp Fletcher bao gồm năm khẩu pháo 5 in (130 mm)/38 caliber đa dụng trên các bệ nòng đơn, được điều khiển bởi Hệ thống Điều khiển Hỏa lực pháo Mark 37, bao gồm một radar điều khiển hỏa lực Mk 25 kết nối bởi Máy tính Điều khiển Hỏa lực Mark I và ổn định bằng một con quay Mk 6 tốc độ 8.500 rpm. Mười ống phóng ngư lôi 21 in (530 mm) được đặt trên hai bệ năm nòng bố trí trên trục giữa, bắn ra ngư lôi Kiểu 15. Thoạt tiên dàn hỏa lực phòng không được thiết kế bao gồm là kiểu pháo 1,1 inch/75 caliber bốn nòng và sáu súng máy M2 Browning; tuy nhiên, sự kiện Tấn công Trân Châu Cảng cho thấy nhu cầu cần gia tăng vũ khí phòng không hạng nhẹ, nên những con tàu sau đó tiêu biển thường được trang bị hai khẩu đội Bofors 40 mm hai nòng cùng bảy khẩu Oerlikon 20 mm nòng đơn. Vũ khí chống tàu ngầm thoạt tiên bao gồm hai đường ray thả mìn sâu phía đuôi tàu, sau được bổ sung sáu máy phóng K-gun khi chiến tranh tiếp diễn.
Trong quá trình Chiến tranh Thế giới thứ hai, số lượng vũ khí phòng không được gia tăng, thường cuối cùng bao gồm năm khẩu đội Bofors 40 mm nòng đôi và bảy khẩu Oerlikon 20 mm nòng đơn vào năm 1945. Do mối đe dọa càng gia tăng của kiểu tấn công kamikaze, năm mươi mốt chiếc được tiếp tục tăng cường phòng không bắt đầu từ năm 1945, thay thế dàn ống phóng ngư lôi phía trước và khẩu đội Bofors 40 mm nòng đôi giữa tàu bằng hai khẩu đội 40 mm bốn nòng, nâng tổng số nòng pháo lên 14, và bảy khẩu 20 mm nòng đơn cùng sáu khẩu đội 20 mm nòng đôi. Trong tổng số sáu chiếc được dự kiến, Pringle, Stevens và Halford được chế tạo với máy phóng máy bay, đưa đến việc loại bỏ một bệ pháo 5 inch và dàn ống phóng ngư lôi phía sau. Thay đổi này được xem là không thành công và không được lặp lại; ba chiếc tàu khu trục này sau đó được cải biến trở lại cấu hình thông thường của lớp Fletcher.

## Lịch sử hoạt động
Mười chín chiếc đã bị mất trong Thế Chiến II; sáu chiếc khác bị hư hại và không được sửa chữa. Sau chiến tranh, những chiếc còn lại được cho xuất biên chế và đưa về lực lượng dự bị. Khi Chiến tranh Triều Tiên nổ ra, nhiều chiếc được huy động trở lại hoạt động hiện dịch. Trong giai đoạn này 39 chiếc đã được tái trang bị, giảm bớt dàn vũ khí chính và số ống phóng ngư lôi để trang bị các vũ khí khác. Một loại vũ khí phóng ra phía trước mang tên Vũ khí Alpha được trang bị trên nhiều tàu; những chiếc khác trang bị bệ súng cối chống tàu ngầm Hedgehog xoay được. Mười tám chiếc đã được xếp lại lớp như những tàu khu trục hộ tống, tối ưu cho hoạt động chống tàu ngầm.

## Phục vụ cùng hải quân các nước khác
Nhiều chiếc được bán cho hải quân các nước khác vào giữa những năm 1950, bao gồm:
Argentina: 5
Brazil: 7
Chile: 2
Colombia: 1
Hy Lạp: 6
Ý: 3
Nhật Bản: 2
Mexico: 2
Peru: 2
Nam Triều Tiên: 3
Tây Ban Nha: 5
Đài Loan: 4
Thổ Nhĩ Kỳ: 4
Cộng hòa Liên bang Đức: 6
Mọi chiếc còn lại đều bị tháo dỡ vào Thập niên 1970. Chiếc cuối cùng thuộc lớp Fletcher còn phục vụ, BAM Cuitlahuac (nguyên là John Rodgers), xuất biên chế khỏi Hải quân Mexico vào năm 2001, khiến cho tổng thời gian phục vụ của lớp Fletcher kéo dài gần sáu thập niên và bước sang Thế kỷ 21.
Bốn chiếc được bảo tồn như những tàu bảo tàng, cho dù chỉ có Kidd không bao giờ được hiện đại hóa và giữ lại cấu hình nguyên thủy thời Thế Chiến II:
- USS Cassin Young, tại Boston, Massachusetts
- USS The Sullivans, tại Buffalo, New York
- USS Kidd, tại Baton Rouge, Louisiana
- AT Velos, nguyên là chiếc USS Charrette, tại Palaio Faliro, Hy Lạp